# Jens Renders
Pour les articles homonymes, voir Renders.
Jens Renders (né le 12 août 1981 à Wilrijk) est un coureur cycliste belge, professionnel de 2004 à 2006.

## Biographie
En 2003, Jens Renders participe à la course en ligne des moins de 23 ans des championnats du monde et s'y classe quatrième.
Jens Renders commence sa carrière professionnelle en 2004, au sein de l'équipe MrBookmaker.com. Il y court deux saisons, avec pour meilleur résultat une troisième place au Mémorial Rik Van Steenbergen en 2005. Il rejoint Chocolade Jacques-Topsport Vlaanderen l'année suivante. Souffrant d'une douleur récurrente à l'aine, il décide de mettre fin à sa carrière professionnelle après une quatrième place au Grand Prix de clôture.
En 2007 et 2008, il court en amateur au sein de l'équipe continentale Palmans-Cras, avec laquelle il remporte le Tour de Namur 2008.
Son frère jumeau Sven est également coureur professionnel.

## Palmarès
- 1999
  - 3e du Circuit Het Volk juniors
- 2003
  - 2e du Circuit de Wallonie
  - 4e du championnat du monde sur route espoirs
- 2005
  - 3e du Mémorial Rik Van Steenbergen
- 2006
  - 2e de la Coupe Sels
- 2007
  - 2e du Grand Prix du 1er mai
  - 2e du Grote Prijs Dr. Eugeen Roggeman
- 2008
  - Tour de Namur

## Classements mondiaux
| Année         | 2005 |
| ------------- | ---- |
| UCI Asia Tour | 182e |